# Bowmaniella banneri
Bowmaniella banneri är en kräftdjursart som beskrevs av Mihai Bacescu 1968. Bowmaniella banneri ingår i släktet Bowmaniella och familjen Mysidae. Inga underarter finns listade i Catalogue of Life.